# Perithous changbaishanus
Perithous changbaishanus är en stekelart som först beskrevs av He 1996.  Perithous changbaishanus ingår i släktet Perithous och familjen brokparasitsteklar. Inga underarter finns listade i Catalogue of Life.